# Trimeresurus malabaricus
Trimeresurus malabaricus este o specie de șerpi din genul Trimeresurus, familia Viperidae, descrisă de Jerdon 1854. Conform Catalogue of Life specia Trimeresurus malabaricus nu are subspecii cunoscute.

## Galerie

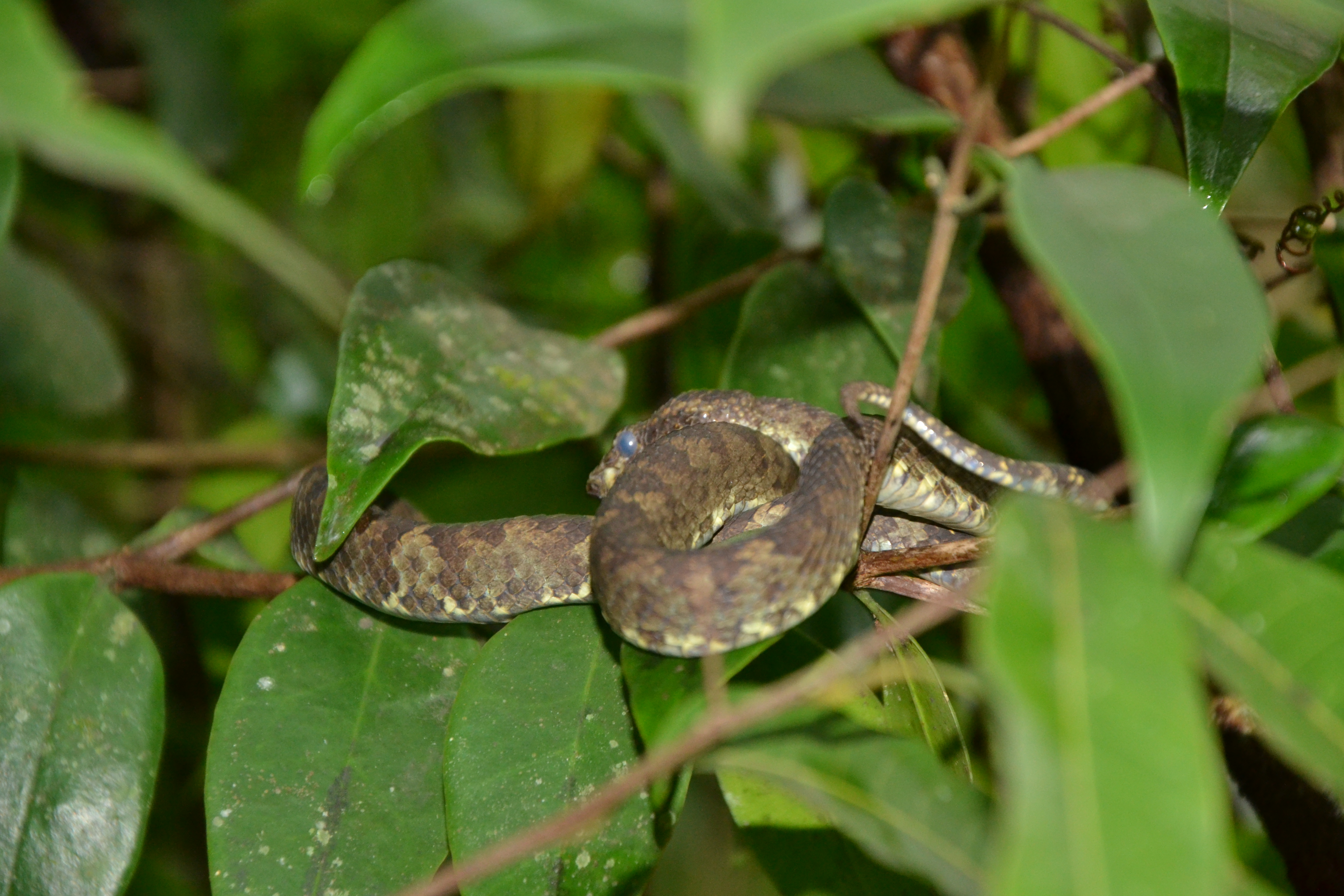
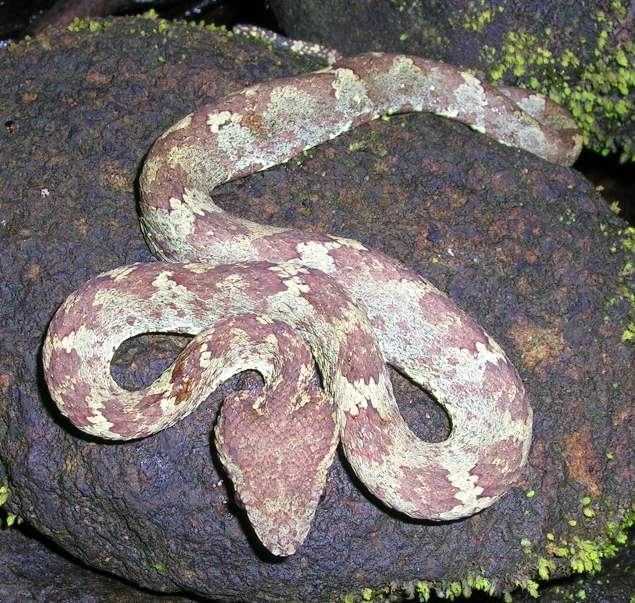
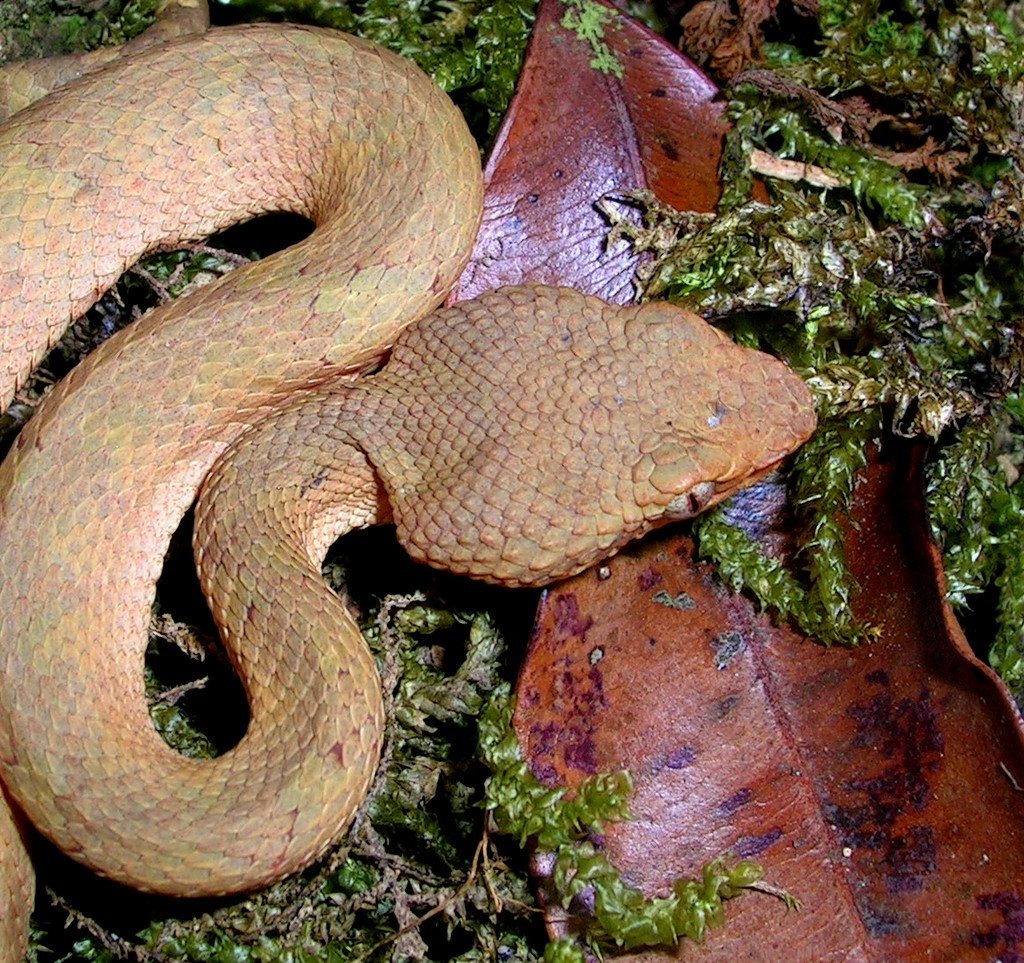
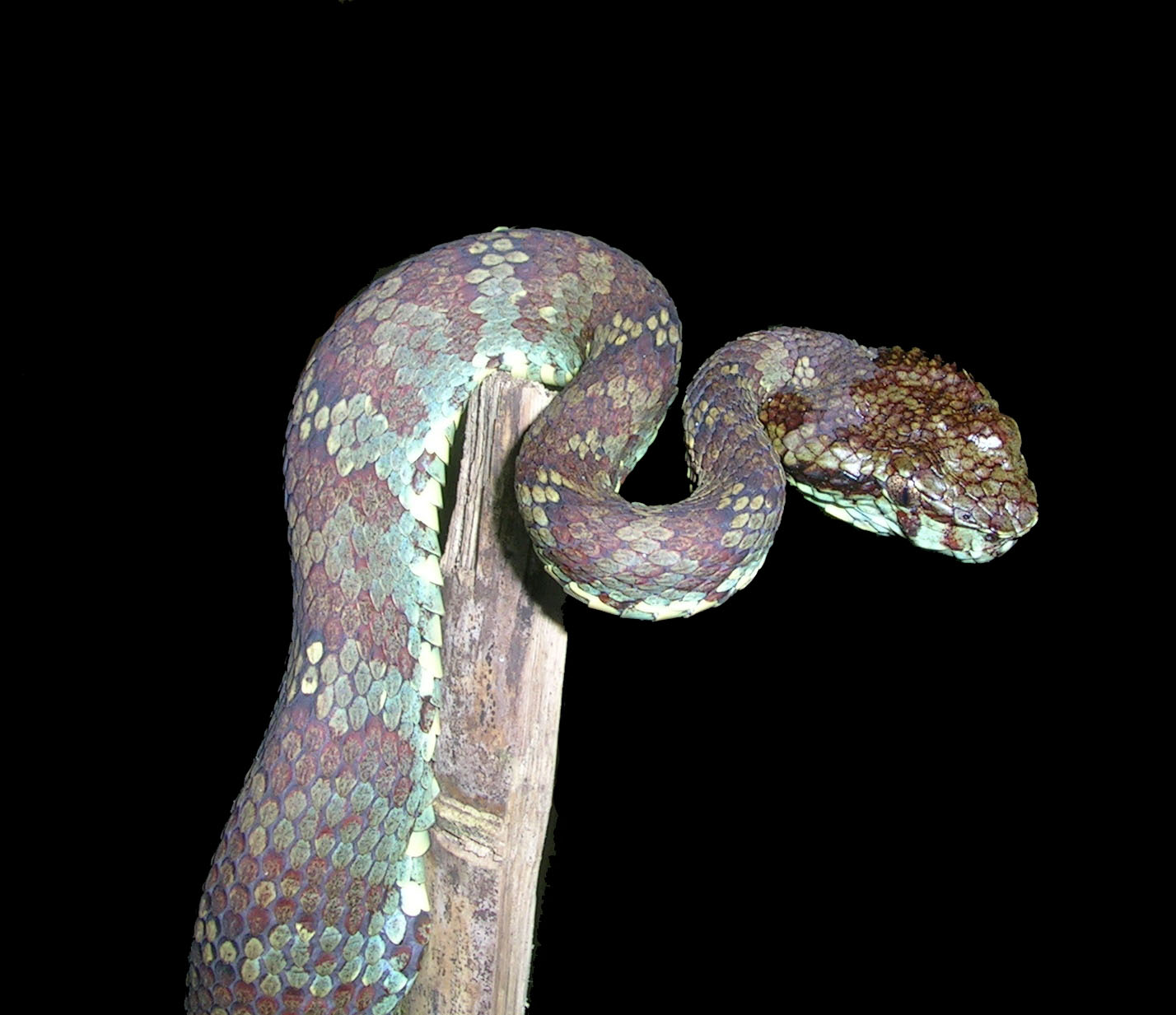
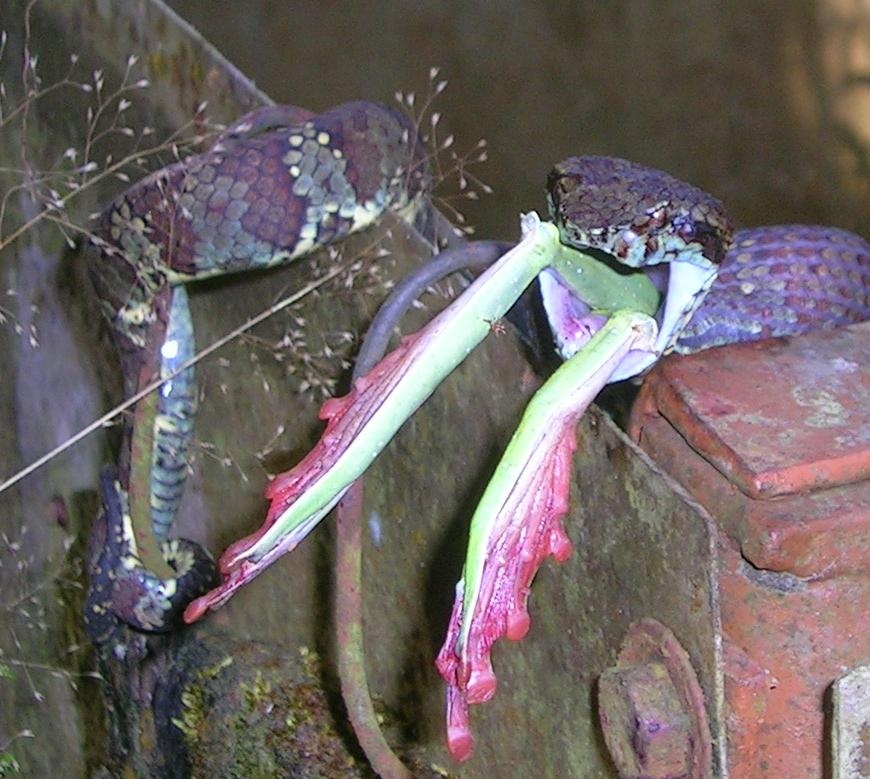
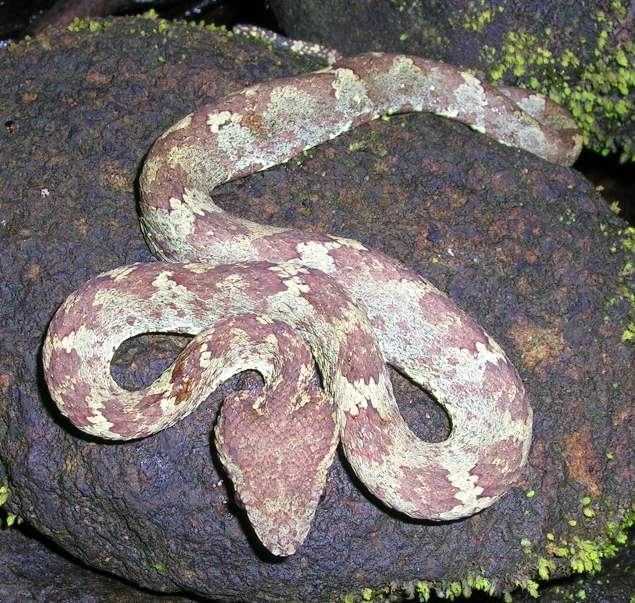